# Xã Howard, Quận Gentry, Missouri
Xã Howard (tiếng Anh: Howard Township) là một xã thuộc quận Gentry, tiểu bang Missouri, Hoa Kỳ. Năm 2010, dân số của xã này là 100 người.